# Плохие девчонки (фильм, 1994)
«Плохие девчонки» — американский вестерн с Мэделин Стоу, Мэри Стюарт Мастерсон, Энди Макдауэлл и Дрю Бэрримор в главных ролях. Режиссура — Джонатан Каплан по телеверсии Кена Фридмана и Иоланда Тернера. Фильм собрал 15 240 435 долларов в США и Канаде и 23 млн долларов по всему миру.

## Сюжет
Сюжет рассказывает о четырёх бывших проститутках, находящихся в бегах после того, как одна из них, Коди, убила в целях самозащиты чрезмерно грубого клиента. Стремясь избежать тюрьмы, они сталкиваются с трудностями в виде соучастия в ограблении банка. Кроме того, их преследуют детективы агентства Пинкертона.

## В ролях
- Мэделин Стоу — Коди Замора
- Мэри Стюарт Мастерсон — Анита Кроун
- Энди Макдауэлл — Эйлин Спенсер
- Дрю Бэрримор — Лили Ларонет
- Джеймс Руссо — Кид Джарретт
- Джеймс Легрос — Уильям Таккер
- Роберт Лоджиа — Фрэнк Джарретт
- Дермот Малруни — Джош Маккой
- Джимм Бивер — работник детективного агентства Пинкертона
- Ник Чинлунд — работник детективного агентства Пинкертона
- Гарри Нортуп — проповедник Слоан